# Búnquer del camí del Mas Rajol
El Búnquer del camí del Mas Rajol és una obra de Darnius (Alt Empordà) inclosa a l'Inventari del Patrimoni Arquitectònic de Catalunya.

## Descripció
Búnquer situat al camí que porta al mas Rajol. És un búnquer de formigó l'entrada del qual està coberta per la vegetació, del qual podem veure, pràcticament la totalitat de la seva estructura, i l'obertura del davant a on es col·locaven les metralladores.

## Història
L'any 1943, per por a l'entrada dels alemanys per la frontera francesa, els soldats del Regiment de fortificacions número 3, que tenia la seva estada al Castell de Figueres, construïren els búnquers.